# Federação Holandesa de Handebol
Federação Holandesa de Handebol (em neerlandês:  Nederlands Handbal Verbond) (NHV) é o órgão responsável pela organização dos eventos e representação dos atletas de handebol nos Países Baixos. Foi fundada em 1935 e integra a Federação Internacional de Handebol (FIH) e a Federação Europeia de Handebol (FEH).

## Ligas
- Bene-League Handball (juntamente com a Bélgica)
- NHV Eredivisie
- Eerste Divisie
- Tweede Divisie
- Hoofdklasse

### Feminina
- NHV Eredivisie
- Eerste Divisie
- Tweede Divisie
- Hoofdklasse

### Copas nacionais
- NHV Cup
- Super Cup